# Менеузтамак
Менеузтамак (баш. Мәнәүезтамаҡ) — село в Миякинском районе Республики Башкортостан Российской Федерации. Административный центр Менеузтамакского сельсовета.

## История
В «Списке населенных мест по сведениям 1870 года», изданном в 1877 году, населённый пункт упомянут как деревня Менеуз-Тамак 1-го стана Белебеевского уезда Уфимской губернии. Располагалась при речке Менеузе, влево от реки Демы, в 55 верстах от уездного города Белебея. В деревне, в 120 дворах жили 750 человек (393 мужчины и 357 женщин, тептяри, татары, русские), были 2 мечети, училище, 3 водяные мельницы, 11 лавок, базары по вторникам, становая квартира. Жители занимались пчеловодством.

## География

### Географическое положение
Расстояние до:
- районного центра (Киргиз-Мияки): 28 км,
- ближайшей ж/д станции (Аксёново): 35 км.

## Население
| 2002 | 2009 | 2010 |
| ---- | ---- | ---- |
| 1006 | ↘998 | ↘878 |

Национальный состав
Согласно переписи 2002 года, преобладающие национальности — татары (60 %), башкиры (38 %).

Согласно переписи 1920 года, в селе Менеузтамак проживало 1910  татар.
Язык населения села относится к мензелинскому говору среднего диалекта татарского языка.

## Религия
В селе есть мечеть.